# Fritz Jahr
Paul Max Fritz Jahr (* 18. Januar 1895 in Halle (Saale); † 1. Oktober 1953 ebenda) war ein deutscher Theologe, Pastor und Lehrer in Halle und gilt als Begründer der Bioethik.

## Leben
Sein Vater Gustav Maximilian Jahr (1865–1930) war Versicherungsvertreter. Er heiratete 1892 Auguste Marie Langrock (1862–1921), die spätere Mutter von Fritz Jahr. Von 1901 bis 1905 besuchte Fritz Jahr die Mittelschule und ab 1905 die Oberrealschule, die beide zu den Franckeschen Stiftungen gehörten. Zu Ostern 1914 machte er das Abitur, um anschließend 1915 noch zusätzliche Prüfungen in Latein und Griechisch abzulegen. Jahr studierte ab 1914 acht Semester in Halle, zunächst vorwiegend Philosophie, aber auch Musik, Geschichte und Volkswirtschaft. Von 1915 bis 1919 konzentrierte er sich dann auf Theologie, in der er 1919 das erste und 1921 das zweite Examen ablegte. Während des Sommers 1915 hatte sich Jahr freiwillig zum Kriegseinsatz gemeldet und wurde von Mai bis August 1915 im Mansfelder Feldartillerie-Regiment Nr. 75 als Kanonier eingesetzt.
Bereits 1917 begann Jahr zu unterrichten. Er arbeitete in der Zeit von 1917 bis 1925 an verschiedenen Schulen. Ab 1925 war Jahr in der Kirchenarbeit aktiv. Die ersten vier Jahre war er Vikar der St. Johanniskirche in Dieskau. Anschließend folgte von 1929 bis 1930 eine Tätigkeit in Braunsdorf. Bis 1933 war er Pastor in Kanena.
Am 26. April 1932 heiratete Fritz Jahr Berta Elise Neuholz (1899–1947), eine Arbeiterin aus Bludau. Sie war die Tochter des Lehrers Franz Hermann Neuholz (1867–1903). Elise und Fritz Jahr hatten keine Kinder. Sie lebten in Jahrs Elternhaus an der Albert-Schmidt-Straße 8, welches Jahrs Eltern 1913 bezogen hatten und das Jahr bis zu seinem Tod 1953 bewohnte.
Am 1. März 1933 wurde Jahr auf eigenen Antrag aufgrund seines gesundheitlichen Zustandes in Folge längerer Krankheit pensioniert und arbeitete von da an sporadisch sowohl als Lehrer als auch unregelmäßig im Kirchendienst in verschiedenen hallischen Gemeinden. Jahr wurde 1934 Mitglied im Nationalsozialistischen Lehrerbund und veröffentlichte zwischen 1933 und 1945 zahlreiche Artikel, unter anderem in der deutlich antisemitisch geprägten Monatsschrift des Bibelbundes Nach dem Gesetz und Zeugnis. Während des Zweiten Weltkriegs litt die Familie Jahr unter finanzieller Not. Dies verschlimmerte den Zustand von Jahrs Frau Berta, die unter einer Wirbelsäulensklerose litt, in deren Folge sie auf den Rollstuhl angewiesen war.
Nach dem Ende des Krieges wurde Jahr als Lehrer an einer neuen Mittelschule eingesetzt. Bereits zwei Wochen vorher hatte er sich der Arbeiterbewegung angeschlossen. Seine Bewerbung an den Rektor der Universität Halle blieb unbeantwortet. Gemeinsam mit anderen Pastoren unterzeichnete Jahr im Oktober 1946 einen Aufruf zur Wahl der SED. Seine letzten Jahre arbeitete er als Musikpädagoge.
Fritz Jahr starb am 1. Oktober 1953 um 10.00 Uhr an einem Hirnschlag, vermutlich ausgelöst durch Bluthochdruck.

## Werk
1926 schrieb Fritz Jahr den Aufsatz „Wissenschaft vom Leben und Sittenlehre“ und begründete darin den Begriff und die Idee der Bioethik. Unter Bioethik verstand Jahr die Erweiterung der moralischen Berücksichtigung auf Tiere und Pflanzen und den bioethischen Imperativ: „Achte jedes Lebewesen grundsätzlich als einen Selbstzweck, und behandle es nach Möglichkeit als solchen!“ May und Sass kommentieren dies im Nachwort zur Fritz-Jahr-Werkausgabe (2012, Lit-Verlag, Berlin) wie folgt: „[A]n die Stelle des rationalen moralischen kategorischen Gebots bei Kant setzt Jahr das moralisch abwägende Gebot auf der Basis der Ehrfurcht vor dem Bios, der Welt allen Lebens.“
Doch Jahr hat sich nicht nur mit der Bioethik auseinandergesetzt. Auch machte er sich Gedanken über die sexuelle Aufklärung („Wege zum sexuellen Ethos“, Ethik. Sexual- und Gesellschaftsethik. 1928, 4(10/11): 161–163), über den technischen Fortschritt und den Umgang mit sowie das Verständnis von Kindern („Kind und Technik“, Ethik. Sexual- und Gesellschaftsethik).

## Schriften (Auswahl)
- Wissenschaft vom Leben und Sittenlehre (1926)
- Bio-Ethik. Eine Umschau über die ethischen Beziehungen des Menschen zu Tier und Pflanze (1927)
- Der Tod und die Tiere. Eine Betrachtung zum 5. Gebot (1928)
- Wege zum sexuellen Ethos (1928)
- Gesinnungsdiktatur oder Gedankenfreiheit? Gedanken über eine liberale Gestaltung des Gesinnungsunterrichts (1930)
- Vom Leben nach dem Tode (1930)
- Der Sonntag – ein weltlicher Feiertag. Eine Betrachtung zu Artikel 10 des Verfassungsentwurfs (1947)